# Kidžiro Nambu
Kidžiro Nambu, japonski general in izumitelj, * 21. februar (po drugih virih pa 22. september) 1869; Saga, Japonska, † maj 1949; Tokio, Japonska.
Nambu je predvsem znan kot izumitelj na področju oborožitve.

## Življenjepis
Kijiro Nambu je vstopil v japonske oborožene sile leta 1889, ko je bil star 20 let in sicer je začel šolanje na vojaški akademiji. Po treh letih je šolanje zaključil in si pridobil čin poročnika v artileriji. Leta 1897 je bil zaradi svojih idej na področju orožarstva dodeljen v tovarno artilerijskega orožja v Tokio, kjer je delal kot snovalec na področju osebne oborožitve do leta 1922, ko je bil za zasluge povišan v generalporočnika in je prevzel vodenje te ustanove. Že leta 1902 je ustvaril prvo pištolo, nekakšno japonsko različico Lugerja P08 (podobnost pa je bila samo na pogled, saj je pištola delovala na povsem drugem principu). To pištolo, ki se je imenovala Nambu Tip 4, je leta 1925 posodobil (Nambu Model 14).
Novi general je v letu 1923 reorganiziral strukturo tovarne in bil imenovan tudi za direktorja vojaškega instituta za znanstveno raziskovanje. Leta 1924 je bil umaknjan iz aktivne vojaške službe v rezervno sestavo in na tem delovnem mestu dočakal konec druge svetovne vojne. Po vojni je živel v Tokiu, kjer je leta 1949 tudi umrl.

## Podjetništvo
Leta 1927 je Kijiro Nambu ustanovil lastno podjetje za izdelavo orožja, K.K Nambu-Ju Seizosho (Tovarna orožja Nambu d.o.o.) v Tokiu, ki je izdelovalo orožje in strelivo pod državnim nadzorom. V decembru 1936 se je podjetje združilo s podjetjem Taisei Kogyo K.K. (Taisei industrija d.o.o.). Tovarna je pod novim imenom Chuo Kogyo K.K. (Chuo industrija d.o.o.) delovala do leta 1949, ko se je preimenovala v Shin-Chuo Kogyo K.K. (Shin-Chuo industrija d.o.o.). Tovarna je izdelovala orožje vse do sedemdesetih let 20. stoletja, ko je propadla.

## Najbolj znano orožje, ki ga je zasnoval Kijiro Nambu

### Pištole
- Nambu Tip 4
- Nambu Model 14
- Nambu Tip 19

### Puške
- Arisaka Tip 34

### Mitraljezi
- Nambu Tip 3 - težki mitraljez
- Nambu Tip 11 - lahki mitraljez
- Nambu Tip 92 - lahki mitraljez
- Nambu Tip 96 - lahki mitraljez
- Nambu Tip 97 - lahki mitraljez
- Nambu Tip 99 - lahki mitraljez